# Токсикология этанола
Токсиколо́гия этано́ла — область медицины, изучающая токсичное вещество этанол (алкоголь), механизмы и потенциальную опасность его воздействия на организм человека, его неблагоприятное воздействие на метаболизм многих лекарственных веществ в организме человека и на эффективность лекарственной терапии, а также методы диагностики, профилактики и лечения заболеваний, развивающихся вследствие его токсичного воздействия.
Этанол — вещество, сочетающее в себе свойства естественного метаболита организма человека (в малых концентрациях), токсичного ксенобиотика, медицинского препарата, психоактивного вещества и алиментарного фактора, который способен существенно изменять эффективность лекарственной терапии.

## Общие сведения
В зависимости от дозы, путей поступления в организм, индивидуальных наследственных характеристик организма, а также толерантности организма к токсическим дозам этанола проявления различных психофизиологических эффектов и степень их выраженности могут быть очень различны.
Алкогольные напитки способны оказывать неблагоприятное воздействие на метаболизм многих лекарственных веществ в организме человека. Даже однократное употребление этилового спирта является прямым противопоказанием к назначению целого ряда лекарственных средств.
Отравления этиловым спиртом на протяжении длительного периода занимают ведущее место среди бытовых отравлений по абсолютному числу летальных исходов.
Лица, у которых описанное воздействие алкоголя отчётливо выражено и пролонгировано по времени, более предрасположены к формированию патологической алкогольной зависимости.
Скорость опьянения и его интенсивность различны как у разных народов, так и у мужчин и женщин (это обусловлено тем, что изоферментный спектр фермента алкогольдегидрогеназы (АДГ) генетически детерминирован — активность различных изоформ АДГ имеет чётко выраженные различия у разных людей). Кроме того, особенности опьянения также зависят от массы тела, роста, количества выпитого алкоголя и вида напитка (наличие сахара или дубильных веществ, содержание углекислого газа, крепость напитка). Для определённого человека приблизительная концентрация этанола в крови может быть рассчитана по формуле Э. Видмарка.  Расчёт алкоголя в крови по этой формуле даёт возможность по количеству выпитого алкоголя спрогнозировать максимально возможную концентрацию этанола в крови или, наоборот, при известной концентрации этанола в периферической крови высчитать количество выпитого алкоголя.

## Действие на органы и системы организма
Алкоголь оказывает токсический эффект на ряд органов человека. Смертность, связанная с злоупотреблением алкоголя, составляет, по данным ВОЗ, 6,3 % у мужчин и 1,1 % у женщин. Однако это средние данные по миру, тогда как в ряде стран показатели алкогольной смертности могут достигать очень высокого уровня. Самые высокие цифры отмечены для стран Восточной Европы. По наблюдениям за период с 1990 по 2001 годы, более половины россиян мужского пола в возрасте от 15 до 54 лет умирали от причин, напрямую связанных со злоупотреблением алкоголем. Этими показателями во многом обусловлены и резкие различия в структуре смертности между Россией и странами Западной Европы. В итоге резко отличаются и показатели ожидаемой продолжительности жизни: за 2000 и 2007 годы — 59 лет для мужчин-россиян и 76 лет для мужчин, проживающих в Великобритании.
Международное агентство по изучению рака относит этанол в спиртных напитках к доказанным канцерогенам, способным вызывать рак у человека. Алкоголь увеличивает риск развития рака груди, желудочно-кишечного тракта (в среднем на 40 % по сравнению с непьющими людьми) и некоторых других видов рака, при этом риск пропорционален потребляемым количествам.
Австралийское объединение по алкогольной политике (Alcohol Policy Coalition), в которое входят Австралийская ассоциация контроля за лекарствами (Australian Drug Foundation), Ассоциация кардиологов (Heart Foundation) и Совет по онкологии штата Виктория (Cancer Council of Victoria) в своём отчёте в 2011 году заявило, что любое употребление алкоголя представляет риск и/или наносит вред здоровью, если оценивать последствия, относящиеся ко всей продолжительности жизни употребляющего. Опираясь на ряд исследований, завершившихся в 2011 году, эксперты объединения по алкогольной политике считают, что негативные последствия употребления алкоголя перекрывают любые потенциально возможные позитивные эффекты, и подчёркивают, что алкоголь играет значительную роль в увеличении частоты заболеваемости онкологическими заболеваниями, диабетом и заболеваниями сердечно-сосудистой системы.

### Головной мозг
Этанол обладает выраженной органотропностью: в мозгу его концентрация превосходит содержание в крови. Даже низкие дозы алкоголя запускают активность ингибиторных ГАМК — систем головного мозга. Именно этот процесс и приводит к седативному эффекту, сопровождающемуся расслаблением мышц, сомноленцией и эйфорией (ощущением опьянения). Генетические вариации рецепторов ГАМК могут влиять на склонность к алкоголизму.
Причины похмельного синдрома после употребления значительных количеств алкоголя все ещё уточняются, но предполагается, что это прежде всего связано с обезвоживанием организма, накоплением ацетальдегида, изменениями иммунной системы и метаболизма глюкозы.
Особенно выраженная активация дофаминовых рецепторов наблюдается в прилежащем ядре и в вентральных областях покрышки мозга. Реакцией именно этих зон на высвобождающийся под действием этанола дофамин и обусловлена эйфория, с чем может быть связана возможность возникновения зависимости от алкоголя. Этанол также ведёт к выделению опиоидных пептидов (напр., бета-эндорфина), которые, в свою очередь, связаны с высвобождением дофамина. Опиоидные пептиды также играют определённую роль в формировании эйфории.
Наконец, алкоголь стимулирует серотонинергическую систему мозга.  Существуют генетически обусловленные отличия  чувствительности к алкоголю, зависящие от аллелей генов белков-переносчиков серотонина.
В настоящее время активно изучается воздействие алкоголя и на другие рецепторы и медиаторные системы головного мозга, включая адреналиновые, каннабиноидные, ацетилхолиновые рецепторы, аденозиновые и стресс-регулирующие (напр., кортикотропин-рилизинг-гормон) системы.
Хроническое употребление алкоголя может привести к уменьшению объёма головного мозга. При длительном употреблении алкоголя на поверхности коры головного мозга наблюдаются кровоизлияния и некрозы участков мозга, приводящие к органическим изменениям нейронов. При употреблении больших количеств алкоголя может возникнуть разрыв капилляров головного мозга.
Чрезмерное употребление алкоголя ассоциировано с нарушениями когнитивных функций мозга, а выявленная корреляция риска нарушения когнитивных функций мозга и умеренного потребления алкоголя по сравнению с полным отказом от алкоголя в различных странах не доказывает причинно-следственную связь в связи с нерепрезентативностью выборки.
Высокие концентрации алкоголя могут вызывать оксидативное повреждение нейронов. При употреблении в больших количествах (4 об.%, крысы; для людей эквивалентно стадии «хронического злоупотребления») алкоголь вызывает гибель нейронов головного мозга.

### Желудочно-кишечный тракт
Нарушения деятельности желудочно-кишечного тракта являются непременным атрибутом острой алкогольной интоксикации и постинтоксикационного состояния. Они проявляются острыми болями в области желудка и диареей. Наиболее тяжело они протекают у больных алкоголизмом. Боли в области желудка обусловлены повреждениями слизистой оболочки желудка и тонкого кишечника, особенно в двенадцатиперстной и тощей кишках. Диарея является следствием быстро возникающего дефицита лактазы и связанного с этим снижения толерантности к лактозе, а также нарушения всасывания воды и электролитов из тонкого кишечника. При алкоголизме значительно повышен риск развития синдрома Мэлори-Вейса. Даже однократное употребление больших доз алкоголя может вести к развитию некротизирующего панкреатита с нередким летальным исходом. В последнее время в здравоохранении многих стран особое внимание уделяется именно панкреатитам алкогольной этиологии. Чрезмерное употребление алкоголя повышает вероятность развития гастрита и язвы желудка. Злоупотребление алкоголем ассоциировано с раковыми заболеваниями ЖКТ. Так, риск рака пищевода и рака прямой кишки возрастает в 2 раза. Также длительное употребление алкоголя может вызвать рак желудка.

### Печень
Хотя печень является частью ЖКТ, имеет смысл рассмотреть алкогольное поражение этого органа отдельно, поскольку биотрансформация этанола в основном происходит в печени. 
Вредное действие алкоголя на печень оказывается разными путями:
- Прямое токсическое действие
- Застой желчи и реакция клеток печени на воспаление.

Даже при однократном употреблении алкоголя могут наблюдаться явления транзиторного некроза гепатоцитов, о чём судят по росту показателя ГГТ в крови. При длительном злоупотреблении может развиваться алкогольный стеатогепатит. Повышение «устойчивости» к алкоголю (это происходит за счёт увеличения выработки фермента алкогольдегидрогеназы (АДГ) в качестве защитной реакции организма) происходит на стадии алкогольной дистрофии печени. Затем, при формировании алкогольного гепатита и цирроза печени общая активность фермента АДГ снижается, но продолжает оставаться высокой в регенерирующих гепатоцитах. При хроническом алкоголизме повышаются и другие печеночные ферменты (транспептидазы), в том числе АЛТ и АСТ. Для предциррозных стадий характерно преобладание АЛТ над АСТ (понижается коэффициент де Ритиса). Множественные очаги некрозов ведут к фиброзу и, в конечном итоге, циррозу печени. Цирроз развивается, по меньшей мере, у 10 % лиц со стеатогепатитом. Достоверных статистических данных о распространенности алкогольного стеатогепатита и цирроза печени в Российской федерации не существует. В США, где алкогольная зависимость отмечается примерно у 10 % населения, жировая болезнь печени (стеатоз) составляет 34 %, из неё примерно 17 % приходится на стеатогепатиты (алкогольный + неалкогольный) и 2-5 % на цирроз. Исследования в Канаде показали, что, при увеличении годового потребления алкоголя на 1 л на душу населения, общий показатель по всем циррозам возрастал у мужчин на 17 %, а у женщин на 13 %. Патогенез жирового перерождения печени обусловлен тем, что алкоголь нарушает синтез жирных кислот в гепатоцитах, а также приводит к преобладанию эффекта фактора некроза опухоли (TNF-alpha) над адипонектином. В результате происходит накопление жира (триглицеридов) в гепатоцитах. Немаловажную роль в этом процессе играет и кишечная микрофлора, которая может способствовать накоплению жира печеночными клетками даже у людей, не страдающими ожирением. На экспериментальных животных со стерильным кишечником или с медикаментозным подавлением кишечной флоры было показано значительное снижение гепатотоксического действия алкоголя вследствие понижения фактора некроза опухоли.

### Сердечно-сосудистая система
Этанол является гемолитическим ядом. Поэтому этанол в высоких концентрациях (более 0,5-1 унции), попадая в кровь, может разрушать эритроциты (вызвать патологический гемолиз), что может привести к токсической гемолитической анемии. Этанол может вызывать остановку сердца. Многие исследования показали чёткую связь между дозой алкоголя и увеличением риска развития артериальной гипертензии. Алкогольные напитки оказывают токсическое воздействие на сердечную мышцу, активизируют симпатоадреналовую систему, вызывая тем самым выброс катехоламинов, приводящий к спазму коронарных сосудов, нарушению ритма сердечных сокращений:159 Неумеренное потребление алкоголя повышает ЛПНП («плохой» холестерин) и ведет к развитию алкогольной кардиомиопатии и различного рода аритмиям (перечисленные изменения наблюдаются в среднем при употреблении более 30 г этанола в день). Алкоголь может увеличить риск развития инсульта, в зависимости от количества алкоголя и типа инсульта, и часто является причиной внезапной смерти людей, страдающих ишемической болезнью сердца:159.

#### Рекомендации Американской ассоциации кардиологов
Американская ассоциация кардиологов (American Heart Association) рекомендует тем, кто не употребляет алкоголь, не начинать его употребление, и предостерегает от того, чтобы трактовать наблюдаемые эффекты более низкой смертности среди «умеренно употребляющих» по сравнению с трезвенниками как следствие благоприятного воздействия умеренных доз алкоголя. Ассоциация критикует целый ряд объяснений кардиопротекторного эффекта, приписываемого этанолу в целом и/или, в частности, красному вину. В заявлении Ассоциации сказано, что поскольку прямые сравнения в исследованиях отсутствуют, то нельзя сделать вывод о наличии кардиопротекторного эффекта алкоголя и/или красного вина. Помимо этого, Ассоциация подвергает сомнению аргумент о благотворном воздействии антиоксидантов, содержащихся в красном вине, поскольку употребление других антиоксидантов, например, витамина E, не приводит к снижению смертности от сердечно-сосудистых заболеваний или вероятности инфаркта. Ассоциация акцентирует внимание на том, что все необходимые антиоксиданты можно почерпнуть из фруктов, ягод и овощей.

#### Заявление Австралийской ассоциации кардиологов
В 2011 году главный исполнительный директор Ассоциации кардиологов штата Виктория Кэйти Белл заявила, что ассоциация не рекомендует ни красное вино, ни другие алкогольные изделия ни для предотвращения, ни для лечения сердечно-сосудистых, онкологических заболеваний или цирроза печени. Кэйти Белл поясняет, что после пересмотра всех имеющихся научных доказательств было установлено, что любые потенциально-позитивные эффекты от употребления алкоголя по снижению риска сердечно-сосудистых заболеваний были чрезвычайно преувеличены; и что, в частности, красное вино не обладает какими-либо защитными свойствами.

### Мочеполовая система
При поступлении алкоголя в организм высокие концентрации этанола наблюдаются также в секрете простаты, яичках и сперме, оказывая токсическое влияние на половые клетки. Этанол также очень легко проходит через плаценту, проникает в молоко.

### Влияние на обмен веществ
Алкогольные напитки ухудшают всасываемость питательных веществ из пищи, нарушают многие звенья обмена веществ в организме: белков, углеводов, жиров, минеральных солей. В результате в органах и тканях накапливаются кислые продукты, нарушается кислотно-щелочное равновесие, и это приводит к серьёзным нарушениям обмена веществ:157.

## Острое отравление этанолом
Более 60 % всех смертельных отравлений в России обусловлены алкоголем. Смертельная концентрация алкоголя в крови составляет 5–8 г/л, смертельная разовая доза — 4–12 г/кг (около 300 мл 96 % этанола), однако у лиц с хроническим алкоголизмом толерантность к алкоголю может быть значительно выше.
| Содержание алкоголя в крови | Функциональная оценка                        |
| --------------------------- | -------------------------------------------- |
| Менее 0,3 г/л               | Отсутствие влияния алкоголя                  |
| 0,3...0,5 г/л               | Незначительное влияние                       |
| 0,5...1,5 г/л               | Легкое опьянение                             |
| 1,5...2,5 г/л               | Опьянение средней степени                    |
| 2,5...3,0 г/л               | Сильное опьянение                            |
| 3,0...5,0 г/л               | Тяжелое отравление, возможен летальный исход |
| Свыше 5 г/л                 | Смертельное отравление                       |

## Алкоголизм
При употреблении спиртных напитков у человека может развиться алкоголизм — зависимость от этанола, приводящая к негативным последствиям для здоровья.

## Картина отравления
Сила действия этанола зависит от дозы, толерантности к токсиканту (гипертрофия печени) и степени индивидуальной экспрессии изоферментов, зависящей от генома.
В результате действия на кору головного мозга вызывает опьянение с характерным алкогольным возбуждением. В больших дозах вызывает эффект наркоза. Угнетающее действие на ЦНС обусловлено в первую очередь стимуляцией рецепторов ГАМК и антиглутаматергетической активностью. При отравлении этанолом развивается гликогенолиз; характерны тошнота, рвота и дегидратация. Типичен дефицит тиамина, обусловленный нарушением всасывания.
При обычном отравлении (алкогольное опьянение) этанол затрудняет сенсорные восприятия, понижает внимание, ослабляет память. При этом характерно расстройство ассоциативных процессов, вследствие чего появляются дефекты мышления, суждений, дефекты ориентировки, самоконтроля, утрачивается критическое отношение к себе и окружающим событиям. Как правило, имеет место переоценка собственных возможностей. Рефлекторные реакции замедленные и менее точные. Часто появляется говорливость. В эмоциональной сфере — эйфория, понижение болевой чувствительности (анальгезия). Угнетаются спинномозговые рефлексы, расстраивается координация движений. В большой дозе возбуждение сменяется угнетением и наступает сон. При тяжелом отравлении этанолом наблюдается ступорозное или коматозное состояние; кожа бледная, влажная, дыхание редкое, выдыхаемый воздух имеет запах этанола, пульс частый, температура тела понижена.
Средняя смертельная доза — около 6—8 г/кг массы тела (на безводный спирт, для «нетренированного» организма). По некоторым источникам диапазон составляет от 4 до 12 г/кг. В связи с тем, что алкоголь в подавляющем большинстве случаев употребляется перорально, эффективность дозы и вероятность наступления делирия или смерти в значительной степени зависит от темпа введения, содержимого желудочно-кишечного тракта, пола, конституциональных особенностей.

### Терапия острого отравления алкоголем
Госпитализации при интоксикации этиловым спиртом в лечебные учреждения подлежат только лица, находящиеся в состоянии тяжелого или смертельного отравления (концентрация этанола в крови выше 3 г/л), что соответствует клиническим проявлениям прекоматозного или коматозного состояния различной степени тяжести.
Неотложная помощь складывается из следующих неспецифических мероприятий:
- Промывание желудка до чистых промывных вод.
- Водная нагрузка в сочетании с форсированным диурезом.
- При нарушении дыхания центрального генеза — переход на искусственную вентиляцию легких. Использование дыхательных аналептиков не показано.
- Ощелачивающая терапия.
- Симптоматическая терапия.

Лечение больного в коматозном состоянии (при подозрении на алкогольную кому) начинается с того, что ему последовательно в вену вводят налоксон в дозе 0,01 мг/кг в 10 мл 40 % раствора глюкозы, а затем в ту же вену вводят 1 мл 6 % раствора тиамина бромида.
Комбинация «налоксон+глюкоза+тиамин» — не только способ фармакологической диагностики, особенно при коме неясной этиологии, но и своеобразный прием оказания пробуждающего эффекта при отравлениях наркотиками, алкоголем и, в меньшей степени, снотворными препаратами, в том числе барбитуратами.
Примечательно, что активированный уголь практически не сорбирует этиловый спирт и его производные, его применение через час после начала отравления не влияет на уровень алкоголя в крови. Можно применять другие энтеросорбенты.

## Влияние умеренных доз алкоголя на здоровье
Определение «умеренная доза алкоголя» пересматривается в зависимости от накопления новых научных данных. В настоящее время руководствуются определением, принятым в США: не более 24 г этанола в день для большинства взрослых мужчин и не более 12 г для большинства женщин (в приблизительном переводе из североамериканских жидких унций). 12 г этанола содержатся в 32 мл водки, примерно в 200—300 мл пива или 80-90 мл вина, однако научно безопасность этих доз до сих пор не подтверждена.
Исследования о пользе алкогольных напитков в умеренных дозах периодически появляются как в популярной прессе, так и в рецензируемых научных журналах, что говорит о возможной коммерческой и PR-заинтересованности правообладателей. Некоторые лабораторные эксперименты, хотя и дают косвенные намёки в пользу того, что позитивные эффекты влияния алкоголя на профилактику ССЗ могут существовать, они выявляют только биохимические и биологические признаки такого влияния, т. е. эксперименты не проводятся с участием добровольцев.
Реальную связь, позитивную или негативную, употребления алкоголя с заболеваемостью могут выявить только масштабные эпидемиологические и статистические исследования. Однако они сталкиваются со значительными методологическими сложностями (например, проблемы классификации бросивших пить и нерегулярно пьющих; необычность самого факта трезвости и, следовательно, личности самих трезвенников, в Европе и США, где проводятся исследования, и их относительно низкий жизненный уровень; недопустимое снижение численности выборки при попытках отсеять кандидатов с побочными медицинскими и социальными проблемами: с 50 000 до 407 в одном из исследовании).
Но ещё более серьёзной трудностью является вопрос об учёте прошлого и текущего потребления алкоголя в исследуемых выборках. Почти все эпидемиологические исследования зависят в этом вопросе от точности ответов, даваемых респондентами. Но хорошо известно и документировано, что в большинстве базирующихся на самоотчётах
количество потребляемого алкоголя занижено. Например, свыше 60 % опрошенных, назвавших себя в 45 лет «трезвенниками», на самом деле употребляли алкоголь в каком-либо более раннем периоде жизни, при этом почти 25 % ранее употребляли его еженедельно или чаще (точный учёт непьющих особенно важен в исследованиях о влиянии на здоровье умеренного употребления алкоголя). Ещё около 56 % опрошенных, заявивших, что пьют «нерегулярно», ранее употребляли спиртное еженедельно или чаще. С данной проблемой тесно связан и тот неприятный для исследователей факт, что уровень употребления алкоголя на протяжении жизни меняется. В эпидемиологическом исследовании практически невозможно найти респондента, у которого в течение жизни сохранялся бы стабильный уровень употребления. Кроме того, есть некоторые данные
о том, что помимо общего количества спиртного на состояние здоровья оказывает влияние и тип (например, «регулярно понемногу» или «редко, но много») потребления алкоголя, но его ещё сложнее оценить.
Наибольшие претензии следует предъявить к отсутствию контрольных групп, полностью совпадающих с исследуемой во всех отношениях, за исключением употребления спиртного. Однако осуществить такой рандомизированный контролируемый эксперимент не представляется возможным, как по практическим, так и по этическим соображениям.
Таким образом, поскольку дело касается здоровья, то на основе т. н. принципа консерватизма не следует начинать употребление этанола лицам, которые его в данный момент не употребляют. Например, директор Национального Института по изучению злоупотребления алкоголем и алкоголизма США, доктор Енох Гордис по поводу взаимосвязи между потреблением алкоголя и ишемической болезнью сердца дал следующий комментарий:

Несмотря на то, что существует ассоциация между умеренным потреблением алкоголя и более низким риском развития коронарной болезни сердца, наука не убеждена, что именно алкоголь является причиной снижения этого риска. Также возможно, что снижение риска может происходить за счёт неких ещё неидентифицированных факторов, связанных с употреблением алкоголя в сочетании с факторами, снижающими риск ишемической болезни сердца, такими как образ жизни, питание или физическая активность, или же с веществами в составе алкогольных напитков. Проводящиеся в настоящее время исследования помогут ответить на эти вопросы. Установление причинно-следственной связи здесь необходимо, прежде всего, для того, чтобы решить, какие рекомендации следует давать людям. Кроме того, даже если мы обнаружим в будущем, что снижение риска развития сердечных патологий обусловлено самим алкоголем, необходимо будет взвесить все за и против, особенно в отношении определённых категорий населения. Например, умеренное потребление алкоголя пожилыми людьми может снизить риск инфаркта миокарда, и в то же время повысить риск заболеваний, связанных с алкоголем, таких как опасные взаимодействия этанола с медикаментами; кроме того возможны травмы и от падений, и от ДТП; а также геморрагический инсульт.
До тех пор, пока эти вопросы не прояснены, мы продолжаем считать, что наиболее разумными будут следующие советы:
1. Тем, кто в настоящее время не пьет совсем, не следует рекомендовать потребление алкоголя исключительно с целью заботы о здоровье, поскольку не установлено, что причинным фактором улучшения здоровья является сам алкоголь.
2. Лица, употребляющие алкоголь, и не находящиеся в группе риска алкогольных проблем, не должны употреблять более 12-24 г этанола за сутки в соответствии с рекомендациями Руководства по диетологии США.
3. Лицам, употребляющим алкоголь сверх умеренных доз, следует посоветовать снизить потребление алкоголя до этих доз и менее.

Оригинальный текст (англ.)While there is an association between moderate drinking and lower CHD risk, science has not confirmed that alcohol itself causes the lower risk. It also is plausible that the lower risk might result from some as yet unidentified factor or surrogate associated both with alcohol use and lower CHD risk, such as lifestyle, diet and exercise, or additives to alcoholic beverages. Research is now in progress to answer these questions. The distinction between an association and a cause is important, particularly when considering what advice to give to the public. Further, even if we find that alcohol itself is responsible for the lower risk, still to be considered would be the trade-offs between the benefits and risks, particularly for specific subsets of the population. For example, moderate drinking by older persons may lower CHD but increase risk for other alcohol-related health conditions, such as adverse alcohol-drug interactions; trauma, including falls and automobile crashes; or hemorrhagic stroke.

Until these issues are clarified, we continue to believe that the most prudent advice is the following: (1) Individuals who are not currently drinking should not be encouraged to drink solely for health reasons, because the basis for health improvements has not yet been established as deriving from alcohol itself; (2) individuals who choose to drink and are not otherwise at risk for alcohol-related problems should not exceed the one- to two-drink-per-day limit recommended by the U.S. Dietary Guidelines; and (3) individuals who currently are drinking beyond the U.S. Dietary Guidelines' recommended limits should be advised to lower their daily alcohol intake to these limits.

Кроме того, приводится аргумент, что даже если и существует предполагаемое некоторыми исследователями увеличение продолжительности жизни, оно может быть недостаточным мотивирующим фактором к употреблению этанола на фоне увеличения риска онкологии, травматизма, смертности от несчастных случаев, дородовых отклонений и вмененного риска алкоголизма. Другое крыло считает, что т. н. «умеренное употребление» этанола в целом приносит больший позитивный эффект, который перекрывает сумму негативных последствий и вмененный риск алкоголизма. В обоих случаях наблюдается тенденция перехода к многомерной оценке последствий употребления этанола: то есть по нескольким показателям, а не по одной шкале «хуже-лучше».

### Современные исследования, ставящие под сомнение доказанность пользы умеренных доз алкоголя
Ряд более поздних западных исследований (опубликованных в 2007—2009) наряду с указанием на вмененный риск алкоголизма, несчастных случаев и других последствий как минимум ставит под серьёзный вопрос методологическую чистоту работ, показывающих полезность «умеренных доз этанола».
Например, в статье Филмор показывает, что кардиопротекторные свойства этанола получены в результате исследований, которые не учитывают целого ряда факторов, при включении которых в рассмотрение статистически значимое защитное свойство этанола не наблюдается. Команда Филмор проанализировала 54 исследования из 56, вошедших в пресловутый метаанализ, и изложила ряд аргументов в своей работе, указывая на дополнительные, неучтенные ошибки в предыдущих исследованиях, и утверждают, что защитные свойства этанола, как минимум, получали неподтвержденно высокую оценку. Исследования Филмор с коллегами отреферированы на русском языке в работе Башарина. Подобная критика появилась в научной литературе еще в 1988 году и учитывалась в большинстве последующих эпидемиологических исследованиях. 
В работе Харриса et al. исключили несколько из указанных командой Филмор ошибок и в результате для мужчин статистически значимый «защитный эффект» регулярного употребления этанола не был обнаружен, но сохранился для женщин. Для мужчин в этой работе была обнаружена обратная зависимость между частотой потребления этанола и смертностью от сердечно-сосудистых заболеваний.
Тем временем со ссылкой на работу Филмора другое исследование показывает, что кривая смертности остается J-образной на независимой выборке после исключения упомянутых ошибок. Более того, в этой работе обнаружена мисклассификация, ведущая к недооценке уменьшения смертности в группе людей, потребляющих малые дозы этанола: систематически пьющие люди чрезмерно недооценивают количество выпиваемого и ложно классифицируются как умеренно-пьющие.

### Влияние на общую продолжительность жизни и смертность
23-летнее эпидемиологическое исследование 12 000 английских врачей мужского пола в возрасте 48-78 лет показало, что в целом смертность была значительно ниже в группе, потребляющей две «единицы» (одна единица = 10 мл или 8 грамм чистого этанола) алкоголя в день по сравнению с группой не пьющих. Потребление более двух единиц алкоголя в день было связано с повышенной смертностью.
Это соответствует другим эпидемиологическим исследованиям, в которых находят J-образную зависимость между количеством потребляемого алкоголя и смертностью среди мужчин среднего возраста и старше. В то время как смертность бросивших пить и пьющих в больших количествах значительно увеличена, смертность (суммарная от всех причин) на 15-18 % меньше среди пьющих в небольших количествах (1-2 единицы в день), чем среди не пьющих, по данным метаанализа. Эти выводы были подвергнуты сомнению в другом исследовании, в котором было показано, что некоторые эпидемиологические исследования низкого качества объединяют пьющих очень редко, а также тех, кто пил раньше с группой непьющих, что приводит к увеличению смертности в непьющей группе. Однако J-образная кривая для общей смертности и смертности от сердечно-сосудистых заболеваний была подтверждена исследованиями, которые учитывали эти и другие факторы.
Обнаруженная сниженная смертность в группе умеренно пьющих, по сравнению с непьющими частично объясняется лучшим социальным статусом и качеством здоровья умеренно пьющих. Однако защитный эффект в малых и умеренных количествах остается значительным даже после корректировок с учетом этих факторов. Дополнительно такие факторы, как занижение заявленного количества потребляемого алкоголя могут привести к тому, что пьющий много классифицируется как умеренно пьющий, а следовательно, может занизить наблюдаемый защитный эффект малых доз.
Потребления алкоголя в больших количествах ведет к значительному увеличению смертности. Например, исследование в США показало, что люди, употребляющие в дни, когда они пьют, 5 или более единиц алкоголя, имеют на 30 % более высокую смертность, чем те, которые потребляют только одну единицу. Согласно другому исследованию, пьющие, которые выпивают шесть и более единиц алкоголя (за один раз), имеют смертность на 57 % выше, чем пьющие меньше.
Исследование связи между смертностью и употреблением табака показало, что полный отказ от табака наряду с умеренным употреблением алкоголя давал существенное уменьшение смертности.
Согласно исследованию, проводившемуся среди пожилых респондентов Калифорнии, у пожилых мужчин и женщин умеренное (10-20 грамм спирта на взрослого мужчину) употребление алкоголя оказывало благотворный эффект на продолжительность жизни.

### Влияние на сердечно-сосудистую систему
В настоящее время ведутся дебаты по поводу благоприятного воздействия регулярного умеренного потребления алкоголя на сердечно-сосудистую систему. Технический комитет по сердечно-сосудистым заболеваниям ВОЗ в своем заявлении представил имеющиеся статистические данные, указывающие на более благоприятные показатели сердечно-сосудистой системы у умеренно пьющих лиц по сравнению со злоупотребляющими или вовсе непьющими. Имеются исследования, показывающие, что потребление красного вина можно быть особенно полезно, поскольку красные вина содержат определённые полифеноловые антиоксиданты, связанные с здоровьем сердца и сосудов, однако другие исследования этих выводов не подтверждают. При этом важно понимать, что полифенолы не имеют прямого отношения к самому алкоголю; эти вещества содержатся в винограде (особенно богаты ими косточки), многих других овощах и фруктах, в зелёном чае и т. п. Существует целый ряд научных работ, подтверждающих защитные свойства малых доз алкоголя. Авторы предполагают, что алкоголь обладает некоторым цитопротективным действием на эндотелий кровеносных сосудов. Другой механизм благоприятного действия умеренных доз алкоголя на сердечно сосудистую систему связан с возможным повышением содержания липопротеидов высокой плотности в крови, транспортирующих холестерин в печень.
По мере исследования влияния умеренных доз алкоголя на сердечно-сосудистую систему возникали обоснованные сомнения в причинно-следственной связи между принятием алкоголя и перечисленными эффектами. Так, в сравнительных исследованиях совершенно непьющих лиц и умеренно пьющих зачастую не учитывались причины полного отказа первой группы от алкоголя, тогда как многие из этих людей избегали алкоголь вследствие имеющихся у них тяжёлых хронических заболеваний и даже алкоголизма в прошлом. Имеется ряд исследований, демонстрирующих, что диета умеренно-пьющих людей содержит меньше жиров и холестерина по сравнению с непьющими. Также представлены исследования на больших выборках людей, которые показывают, что умеренно-пьющие люди чаще занимаются спортом и более активны физически, чем совершенно непьющие, а как известно, здоровье сердечно-сосудистой системы страдает при малоподвижном образе жизни.
Ряд исследователей пытался отличить влияние диеты, образа жизни и социо-экономических факторов от влияния самого алкоголя. В ряде исследований контролировались такие факторы, как индекс массы тела (мера ожирения) и количество потребляемого холестерина, насыщенных жиров и полиненасыщенных жирных кислот. Эти анализы подтвердили, что различия в диете не могут сами по себе объяснить эффект алкоголя на заболевания сердца. Другие исследования контролировали степень социальной интеграции, принадлежность к социальному классу, физическую активность или род деятельности и получили похожие результаты.
Другая область противоречий заключался в роли типа предпочитаемого алкогольного напитка. Французский парадокс (низкий уровень смертности от ишемической болезни сердца во Франции) позволял предположить, что красное вино особенно полезно для здоровья. Этот специфичный эффект мог объясняться наличием в вине антиоксидантов. Но в исследованиях не удавалось продемонстрировать существенные различия между риском ишемической болезни сердца и типом предпочитаемых алкогольных напитков.
В заключении имеющиеся данные указывают на то, что потребление алкоголя, а не факторы образа жизни является основным фактором снижения частоты сердечно-сосудистых заболеваний среди умеренно пьющих.
Минимальные количества алкоголя (порядка 10 грамм в день) ассоциированы с повышенным на 5 % риском развития фибрилляции предсердий.
При употреблении алкоголя даже в умеренных дозах существует вероятность развития алкоголизма. У людей, имеющих генетические дефекты ферментов (алкогольдегидрогеназы, альдегиддегидрогеназы и др.), отвечающих за метаболизм этанола в организме, снижен средний уровень потребления алкоголя и риск развития алкоголизма.
В связи с указанными обстоятельствами нельзя дать простой рекомендации об оптимальном уровне потребления алкоголя. В отсутствие такой прямой рекомендации людям следует проконсультироваться у своих терапевтов по поводу безопасности и рисков употребления алкоголя и принять собственные индивидуальные решения.

### Влияние на другие органы и системы
Существуют научные исследования в пользу благоприятного воздействия этанола на нервную систему (снижает риск слабоумия, в том числе болезни Альцгеймера и Паркинсона, снижает риск инсульта, помогает от бессонницы и тремора, улучшает когнитивные функции мозга). Однако показано, что умеренные дозы алкоголя способны повышать риск развития геморрагического инсульта (кровоизлияние в головной мозг).
Имеются данные о благоприятном воздействии умеренных доз этанола на обменные процессы (снижение риска развития диабета второго типа и метаболического синдрома, а также риск возникновения камней в почках. Однако нельзя забывать, что у лиц, предрасположенных к подагре, даже умеренные дозы алкоголя серьёзно нарушают обмен пуриновых оснований и ведут к накоплению уратов в почках (камни мочевой кислоты) и в суставах.
Согласно недавним исследованиям, даже умеренное потребление алкоголя может увеличивать риск рака груди у женщин, достигших менопаузы. У мужчин умеренное потребление алкоголя может быть ассоциировано с нарушением дыхания во время сна (сопение, храп).

### Врачебные рекомендации относительно потребления умеренных доз алкоголя
Некоторые данные указывают, что потребление алкоголя женщинами может увеличить риск рака груди. Хотя этот риск относительно мал, польза от умеренного потребления алкоголя должна быть оценена с учетом этого риска. Особенно это важно для женщин с семейным анамнезом заболевания раком груди, то есть тех, у кого, по-видимому, имеется более высокий риск заболевания даже при низком уровне потребления алкоголя. 
Категорически противопоказан алкоголь при беременности, поскольку даже малые дозы этанола обладают тератогенным действием.
В любом случае, непьющим людям не рекомендуется начинать употребление алкоголя с целью заботы о здоровье.

## Взаимодействие с лекарственными средствами
Влияние этанола на фармакодинамику и фармакокинетику лекарств осуществляется несколькими путями. Этанол, легко растворяясь в липидах клеточных мембран, уменьшает их вязкость (как и искусственных систем типа липосом). Он влияет на функции рецепторов к ряду медиаторов (в том числе дофамину, норадреналину, опиатам); меняет активность ферментов (Na±K±АТФазы, ацетилхолинэстеразы, аденилатциклазы, ферментов митохондриальной электронно-транспортной цепи), рецепторозависимых ионных каналов и транспортных молекул, ассоциированных с клеточными мембранами; увеличивает проницаемость барьеров между кровью и тканями.
Этанол усиливает секрецию слюны. При его прямом воздействии на слизистую оболочку желудка повышается выработка соляной кислоты и гуморальных стимуляторов желудочной секреции — гастрина и гистамина. Низкие (до 10 %) концентрации спирта не влияют на активность пепсина, более высокие (20 %) снижают её, повышая при этом секрецию соляной кислоты. Спирт в концентрации 40 % и выше раздражает слизистую желудка, в результате сильно повышается продукция слизи, которая обволакивает поверхность желудка, уменьшает концентрацию этанола и снижает всасывание как алкоголя, так и лекарственных средств.
Алкоголь изменяет влияние практически всех лекарственных средств, взаимодействуя с ними. Практически всегда это приносит вред организму человека. Отрицательное влияние алкогольных напитков на результаты фармакотерапии многообразно и зависит от различных факторов: индивидуальных свойств больного, его чувствительности, тяжести заболевания, однако во всех случаях у пациентов, принимающих лекарства и потребляющих алкоголь, эффективность фармакотерапии ослабляется, а порой и сводится на нет:159.
Алкогольные напитки изменяют или извращают фармакологический эффект лекарств; они повышают токсичность лекарственных средств, нарушая их метаболизм в печени и приводя к тяжёлым интоксикациям при приёме обычных лечебных доз:157. Кроме того, алкоголь может усиливать аллергизирующий эффект любых лекарств:160.
Алкоголь изменяет скорость биотрансформации в печени других веществ в сторону её увеличения. В случае, когда человек, систематически принимающий алкоголь, находится в трезвом состоянии, его толерантность к седативным средствам и транквилизаторам увеличивается из-за ускоренного метаболизма. Когда же он находится в состоянии опьянения, данные лекарства конкурируют с алкоголем за один и тот же механизм детоксикации. Это может с большой вероятностью приводить к повышению уровня токсичных веществ в крови и перерождению печени в дальнейшем, с утратой обезвреживающей функции печени до такой степени, что даже детские дозы лекарств оказываются чрезмерными.
В случае, если лекарственные средства обладают собственной гепатотоксичностью, алкогольные поражения печени наступают быстрее. К таким средствам относятся сульфадимезин, тетрациклин, анаболические стероиды, парацетамол, пероральные контрацептивы.
Алкоголь усиливает действие лекарственных препаратов, влияющих на функцию центральной нервной системы (снотворные, седативные и другие психотропные препараты, жаропонижающие, противовоспалительные, анальгетики):158.
Производные бензодиазепина: противосудорожные (клоназепам), снотворные (нитразепам), транквилизаторы (диазепам, хлордиазепоксид) в присутствии алкоголя могут способствовать глубокому угнетению дыхания вплоть до коматозного состояния, иногда заканчивающегося летальным исходом:158. См. антабусный эффект.
Спиртное усиливает угнетающее действие на ЦНС антигистаминных препаратов, таких как дифенгидрамин (димедрол), квифенадин (фенкарол), хлоропирамин (супрастин):158.
Используемые при лечении гипертонической болезни лекарственные средства могут на фоне принятого алкоголя вызвать резкое падение артериального давления с развитием ортостатического коллапса, причём это характерно не для какой-то одной группы гипотензивных препаратов, а для гипотензивных средств с различным механизмом действия. При взаимодействии спиртного с нитроглицерином и другими препаратами, расширяющими периферические кровяные сосуды, а также спазмолитическими средствами может развиться острая сосудистая недостаточность (коллапс) с угнетением центральной нервной системы, резким падением артериального и венозного давления, уменьшением массы циркулирующей крови, гипоксией и ишемией; при отсутствии экстренной медицинской помощи в таком состоянии может наступить летальный исход:158.
В сочетании с мочегонными препаратами, применяемыми при лечении гипертонической болезни, алкоголь (который, как и мочегонные препараты, активно выводит ионы калия из организма) может вызвать рвоту, диарею, падение артериального давления, острую сердечную недостаточность:159—160.
Алкоголь усиливает снижение уровня сахара в крови, вызываемое инсулином и синтетическими средствами для лечения сахарного диабета, в результате чего может развиваться кома с потерей сознания и судорогами:160.
Одновременный приём аспирина (ацетилсалициловой кислоты) и алкоголя может приводить к изъязвлению слизистой оболочки желудка и кровотечению. Употребление спиртного лицами, принимающими ненаркотические анальгетики и НПВС (метамизол, парацетамол, индометацин, ибупрофен), приводит к появлению тахикардии, вялости, шума в ушах. Кроме того, парацетамол при этом даже в небольших дозах способен привести к очень тяжёлому поражению печёночной паренхимы:160.
Алкоголь очень существенно усиливает эффект антикоагулянтов (дикумарина, этил бискумацетата, аценокумарола и др.), вследствие чего может возникнуть обильное кровотечение и кровоизлияние во внутренние органы, в частности, кровоизлияние в мозг, приводящее к параличам, парезам, потере речи:160.
При потреблении спиртного изменяется фармакологический эффект многих антибиотиков цефалоспоринового ряда; гризеофульвин угнетает центральную нервную систему; снижается активность доксициклина; повышается гепатотоксический эффект рифампицина; приём хлорамфеникола приводит к появлению чувства жара, ознобу, сердцебиению, шуму в голове; изменяется действие метронидазола, фуразолидона:160—161.
При одновременном принятии сосудосуживающих капель для носа и пива велика вероятность резкого повышения артериального давления вплоть до гипертонического криза. Данный эффект относится не только к пероральным формам препаратов.
Потребление алкоголя приводит к нарушению функций эндокринных органов, в особенности половых желёз и надпочечников; каждый раз при приёме алкоголя резко активируется поступление гормонов в кровь. Поэтому, если человек, потребляющий алкогольные напитки, принимает гормональные препараты в обычных терапевтических дозах, это может привести к развитию многих нежелательных эффектов:161.
Употребление алкоголя негативно влияет на результаты витаминотерапии. В частности, поражение ЖКТ приводит к тому, что витамины, принимаемые перорально, плохо всасываются и усваиваются, и приводит к нарушению их превращения в активную форму. Особенно это касается витаминов B1, B6, PP, B12, C, A, фолиевой кислоты:160.

## Долгосрочные последствия алкоголизма для семьи и детей
Дети, выросшие в семьях алкоголиков, потенциально могут страдать от эмоциональных переживаний по мере того, как они вступают в свои собственные серьезные отношения. Эти дети подвергаются более высокому риску развода и разлуки, нестабильных семейных условий и распада семей. Чувства депрессии и антиобщественного поведения, испытанные в раннем детстве, часто способствуют семейным конфликтам и домашнему насилию. Женщины чаще, чем мужчины, становятся жертвами домашнего насилия, связанного с алкоголем.

### На русском языке
- Сумин С. А. Неотложные состояния. — 6 изд., перераб. и доп. — М.: ООО «Медицинское информационное агентство», 2006. — 800 с.: илл.
- Пауков В.С. Лекция 6. Отравления. Понятия о ядах и условиях их действия // Лекции по судебной медицине. — Учебное пособие. — М.: Практическая медицина, 2008. — С. 218—228. — 332 с. — ISBN 978-5-98811-102-3.

### На иностранных языках
1. Feige, B., Scaal, S., Hornyak, M., Gann, H., Riemann, D. Sleep electroencephalographic spectral power after withdrawal from alcohol in alcohol-dependent patients. ALcoholism: Clinical and Experimental Research. 2007 Jan ; 31 (1): 19-27.
2. Roehrs, T., and Roth, T. Sleep, sleepiness, and alcohol use. Alcohol Research & Health. 2001; 25(2): 101—109.
3. Stone, B. Sleep and low doses of alcohol. Electroencephalography and Clinical Neurophysiology. 1980; 48: 706—709.
4. Schuckit, M.A. Low level of response to alcohol as a predictor of future alcoholism. Am J Psychiatry. 1994 Feb;151(2): 184—189.
5. Rohers, T., Papineau, B.A., Rosenthal, L., Roth, T. Ethanol as a hypnotic in insomniacs: self administration and effects on sleep and mood. Neuropsychopharmacology. 1999 Mar; 20(3): 279-86.
6. Levine, M.E., Duffy, L.K., Bowyer, R.T. Fatigue, sleep, and seasonal hormone levels: implications for drinking behavior in Northern climates. Drugs & Society. 1994; 8(2): 61-70.
7. Kühlwein, E., Hauger, R.L., Irwin, M.R. Abnormal nocturnal melatonin secretion and disordered sleep in abstinent alcoholics. Biol Psychiatry. 2003; 54: 1437—1443.
8. Danel, T., Libersa, C., Touitou, Y. The effect of alcohol consumption on the circadian control of human core body temperature is time dependent. Am J Physiol Regulatory Integrative Comp Physiol. 2001; 281: R52-R55.